# Réaumur (cràter)
Réaumur és la resta d'un cràter d'impacte de la Lluna ubicat a l'extrem sud de Sinus Medii. Comparteix i la vora alterada del cràter similar Oppolzer situat al nord-oest. Es troba al seu torn al nord-oest del cràter Hipparchus, i a l'est de Flammarion. Al sud es troba Gyldén, i més al sud-sud-oest apareix Ptolemaeus.
Aquest cràter va ser batejat així en honor al científic francès René Antoine Ferchault de Réaumur.

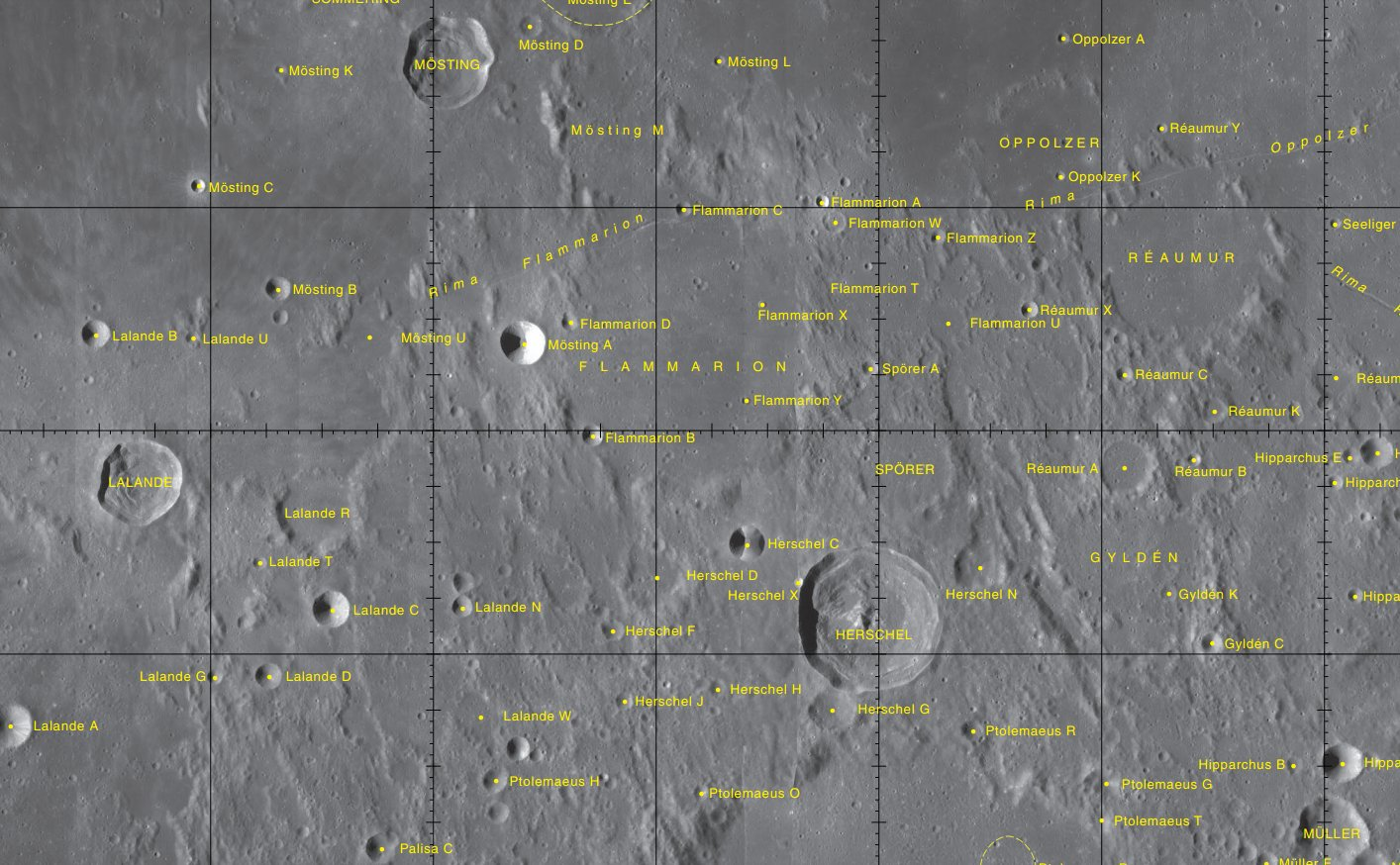
Localització de Réaumur (superior dreta de la imatge)
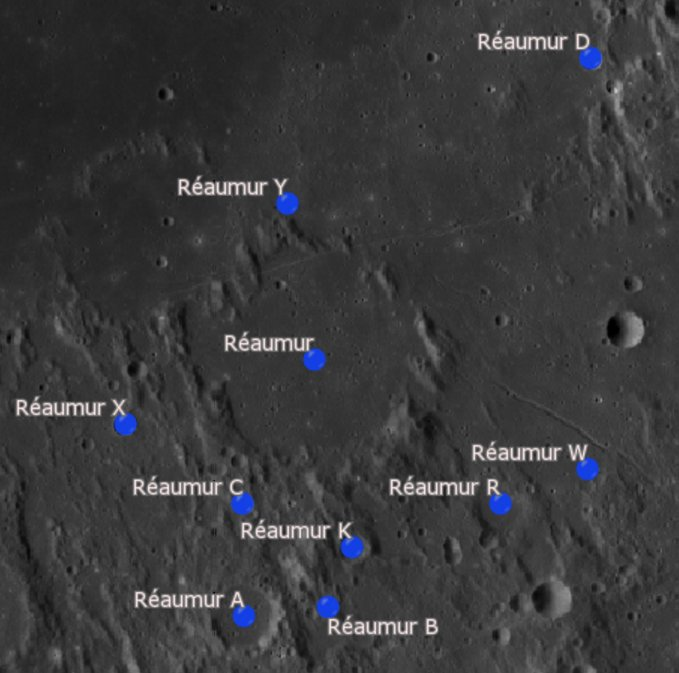
Cràters satèl·lit

La vora de Réaumur està molt erosionada, i la meitat nord consisteix en poc més que una sèrie de crestes baixes sobre la mar lunar. La vora sud està retallada i interrompuda per petits impactes de cràters. El sòl interior és relativament llis i pla, sense característiques significatives.

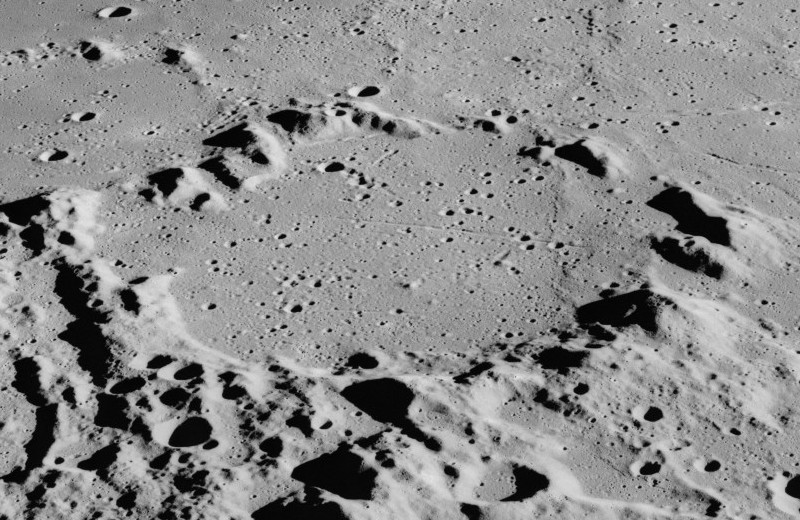
Fotografia de la missió Apollo 16
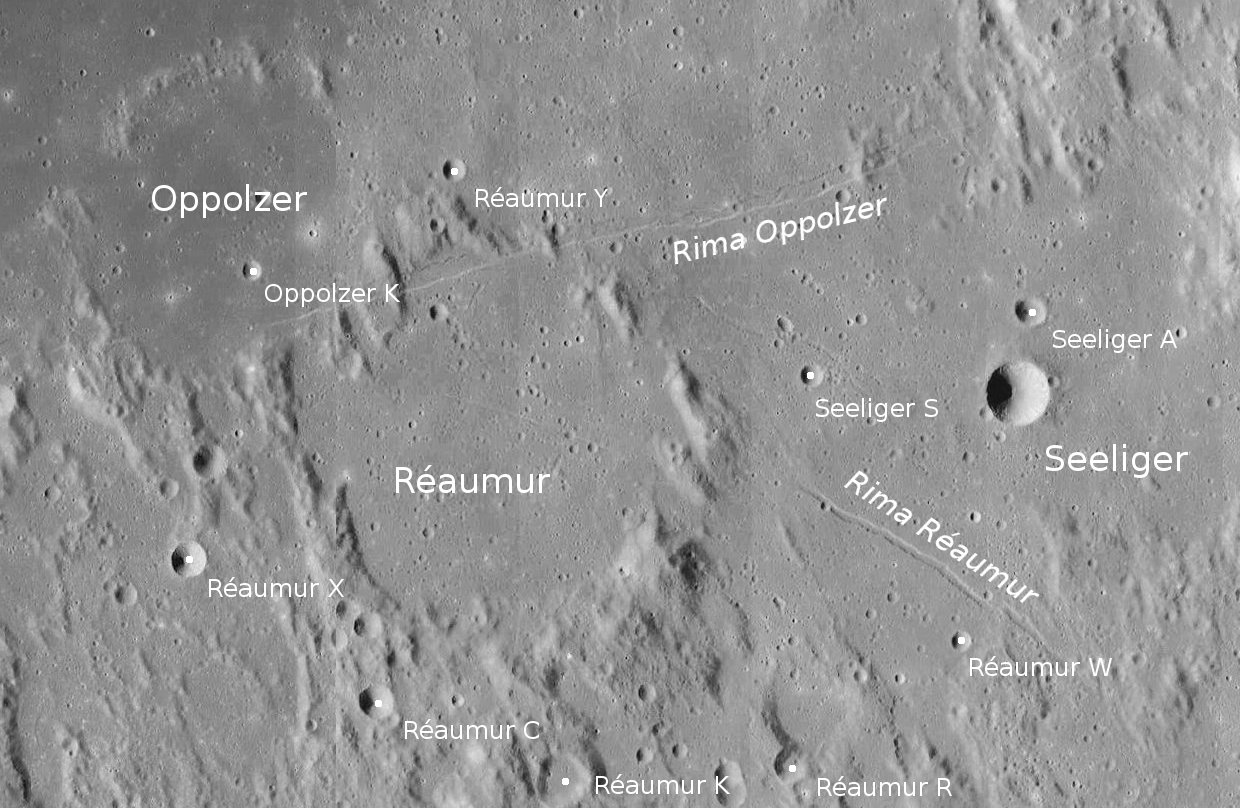
Fotografia de la missió Lunar Reconnaissance Orbiter
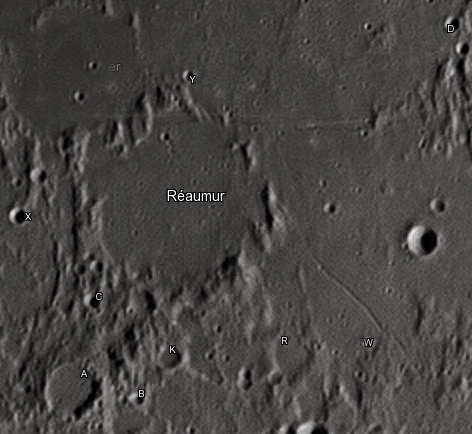
Réamur vist des de la Terra

La vora nord trencada interseca una esquerda anomenada Rima Oppolzer, que compta amb una longitud d'uns 110 km i segueix un curs des del nord-nord-est cap al sud-sud-oest. A l'est de la vora del cràter apareix una altra petita esquerda, la Rima Réaumur. Més a l'est hi ha el petit cràter Seeliger.

## Cràters satèl·lit
Per convenció aquests elements són identificats en els mapes lunars posant la lletra en el costat del punt central del cràter que està més proper a Réaumur.
| Réaumur | Coordenades                      | Diàmetre |
| ------- | -------------------------------- | -------- |
| A       | 4° 18′ S, 0° 12′ E / 4.3°S,0.2°E | 16 km    |
| B       | 4° 12′ S, 0° 54′ E / 4.2°S,0.9°E | 5 km     |
| C       | 3° 24′ S, 0° 12′ E / 3.4°S,0.2°E | 5 km     |
| D       | 0° 12′ S, 2° 48′ E / 0.2°S,2.8°E | 4 km     |
| K       | 3° 48′ S, 1° 00′ E / 3.8°S,1.0°E | 7 km     |
| R       | 3° 30′ S, 2° 06′ E / 3.5°S,2.1°E | 14 km    |
| W       | 3° 12′ S, 2° 48′ E / 3.2°S,2.8°E | 3 km     |
| X       | 2° 54′ S, 0° 36′ O / 2.9°S,0.6°O | 5 km     |
| Y       | 1° 18′ S, 0° 36′ E / 1.3°S,0.6°E | 3 km     |